# 1852 in Zwitserland

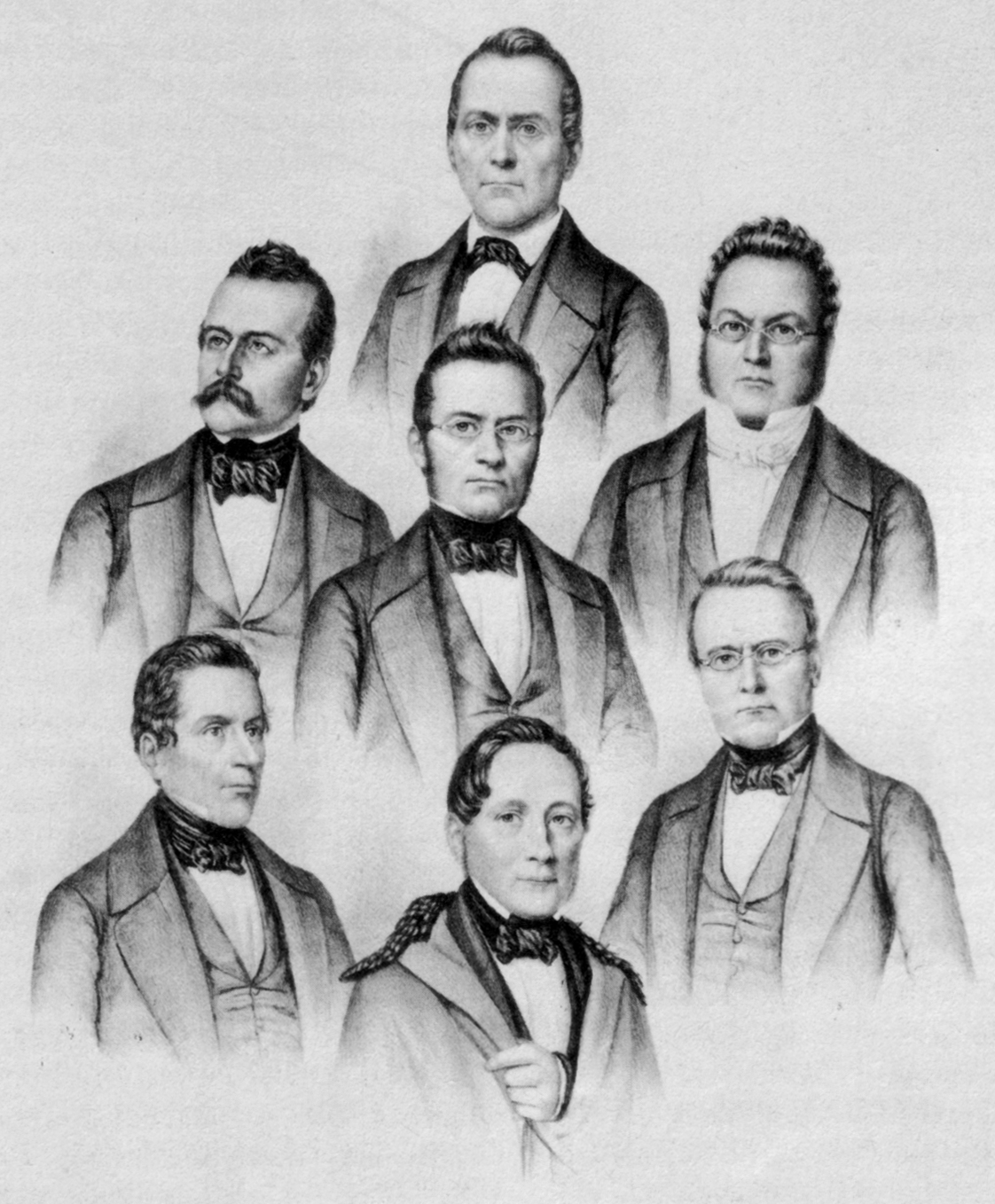
De Bondsraad van 1852.

Dit artikel beschrijft het verloop van 1852 in Zwitserland.

## Ambtsbekleders
De Bondsraad was in 1852 samengesteld als volgt:
| Naam | Naam                   | Partij    | Kanton       | Functie                                                                             |
| ---- | ---------------------- | --------- | ------------ | ----------------------------------------------------------------------------------- |
|      | Jonas Furrer           | radicalen | Zürich       | Bondspresident in 1852; hoofd van het Departement van Politieke Zaken               |
|      | Wilhelm Matthias Naeff | radicalen | Sankt Gallen | Vicebondspresident in 1852; hoofd van het Departement van Posterijen en Constructie |
|      | Daniel-Henri Druey     | radicalen | Vaud         | Hoofd van het Departement van Justitie en Politie                                   |
|      | Stefano Franscini      | radicalen | Ticino       | Hoofd van het Departement van Binnenlandse Zaken                                    |
|      | Friedrich Frey-Herosé  | radicalen | Aargau       | Hoofd van het Departement van Handel en Douane                                      |
|      | Martin Josef Munzinger | radicalen | Solothurn    | Hoofd van het Departement van Financiën                                             |
|      | Ulrich Ochsenbein      | radicalen | Bern         | Hoofd van het Departement van Militaire Zaken                                       |

De Bondsvergadering werd voorgezeten door:
| Naam | Naam                         | Partij    | Kanton       | Functie                                              |
| ---- | ---------------------------- | --------- | ------------ | ---------------------------------------------------- |
|      | Johann Matthias Hungerbühler | radicalen | Sankt Gallen | Voorzitter van de Nationale Raad (vanaf 5 juli 1852) |
|      | François Briatte             | radicalen | Vaud         | Voorzitter van de Kantonsraad (vanaf 5 juli 1852)    |

## Gebeurtenissen

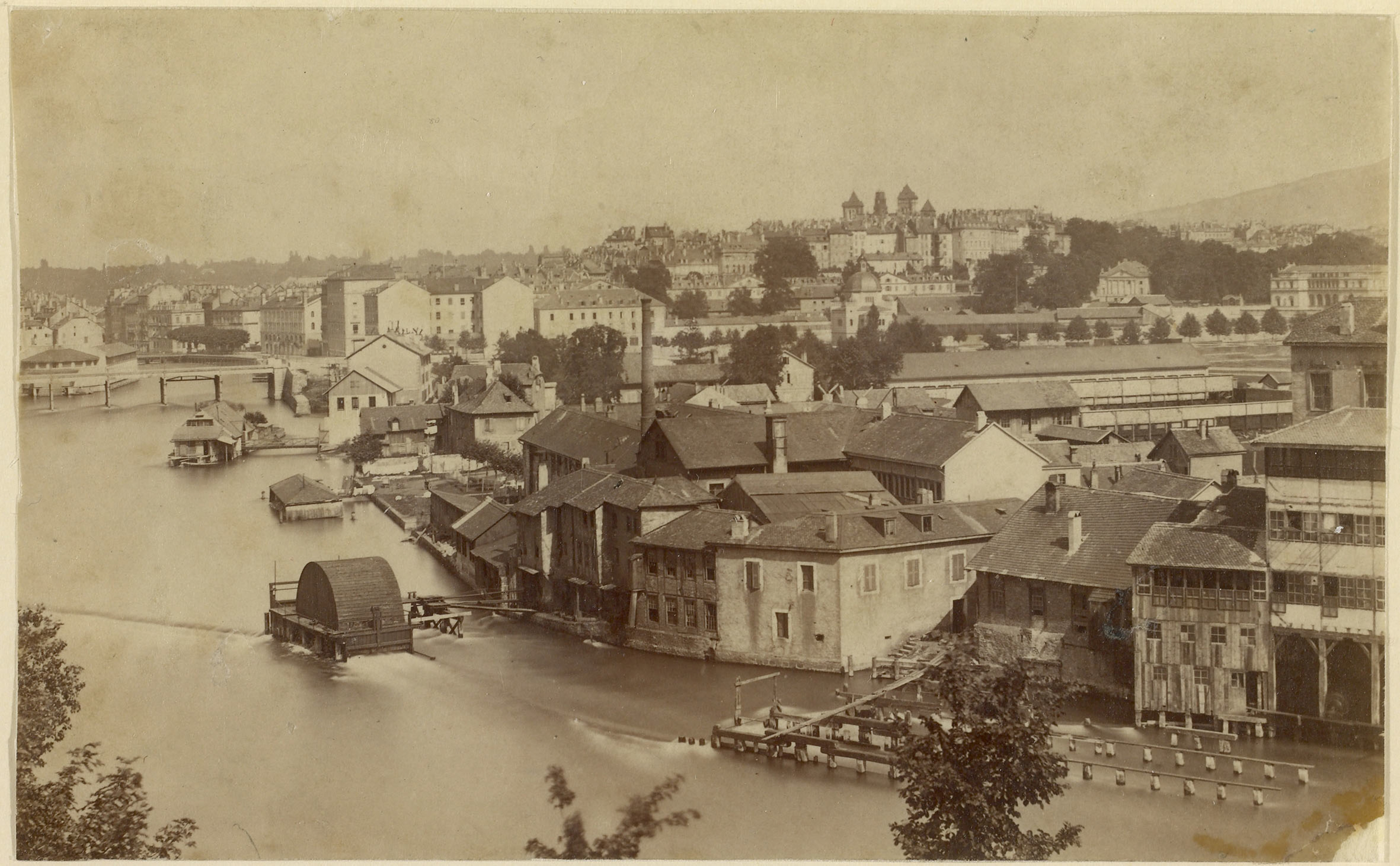
Zicht op de Rhône in Genève in 1852.

- De Zwitserse Confederatie en Baden sluiten een verdrag over de bouw van het Basel Badischer Bahnhof in Bazel, op de rechteroever van de Rijn en nabij de grens.
- In het kanton Vaud ontstaat de gemeente Lavey-Morcles uit de fusie van Lavey en Morcles, die werd doorgevoerd na lokaal wanbeheer, maar tegen de zin van de inwoners.
- In Muntelier (kanton Fribourg) wordt Montilier Watch Co opgericht, het bedrijf achter het horlogemerk Adriatica.
- In Hinwil (kanton Zürich) verschijnt de krant Allmann voor het eerst, de voorloper van de Zürcher Oberländer.
- Het Neue Illustrirte Zeitschrift für die Schweiz verschijnt voor het laatst.[3]

### Januari
- 1 januari: De krant Luzerner Tagblatt van drukker Xaver Meyer verschijnt voor het eerst, tot 1858 nog onder de naam Tagblatt für die Kt. Luzern, Uri, Schwyz, Unter- und Obwalden und Zug.
- 15 januari: Louis Avril, een Frans parlementslid dat zijn land was ontvlucht voor het bewind van de latere keizer Napoleon III, wordt door de Zwitsers uitgewezen naar Engeland. Avril verbleef illegaal op het Zwitserse grondgebied.

### Mei
- 24 mei: In Posieux (kanton Fribourg) betogen 15.000 mensen tegen het radicale bewind dat in het kanton aan de macht is gekomen na de Sonderbund-oorlog van 1847.

### Juli
- 28 juli: De eerste federale wet op de spoorwegen wordt aangenomen. Onder invloed van grootindustrieel Alfred Escher wordt bij wet vastgelegd dat de aanleg en uitbating van spoorwegen in Zwitserland moet worden overgelaten aan private spoorwegmaatschappijen.

### Augustus
- 7 augustus: De militairen die dienstnemen binnen de rangen van de Confederatie zijn voortaan verzekerd.

### September
- 21 september: In de bondsstad Bern vindt de eerstesteenlegging plaats van het eerste Federaal Paleis, het federaal parlementsgebouw.

### November
- 19 november: De kantonnale regering van Ticino wijst 22 Lombardische kapucijnen uit die ervan werden beschuldigd een samenzwering tegen het overheidsgezag voor te bereiden.

### December
- 5 december: Het Zwitserse telegrafienetwerk wordt in dienst genomen. Het bestaat uit 27 telegrafieburelen over het Zwitserse grondgebied.

## Geboren
- Karl August Hiller, Duits-Zwitsers architect (overl. 1901)
- Leopold Meyer von Schauensee, commandant van de pauselijke Zwitserse Garde (overl. 1910)
- Henri Verrey, architect (overl. 1928)
- 5 mei: Alexis Forel, kunstenaar (overl. 1922)
- 20 mei: Hans Strasser, anatoom (overl. 1927)
- 2 juni: Eduard Spelterini, ballonvaartpionier en fotograaf (overl. 1931)
- 15 juni: Berthold Van Muyden, advocaat en politicus (overl. 1912)
- 28 juni: Hans Huber, componist (overl. 1921)
- 6 juli: Louis Bridel, jurist en politicus (overl. 1913)
- 7 juli: Donat Golaz, notaris, bestuurder en politicus (overl. 1900)
- 12 juli: Frédéric Dufaux, kunstschilder (overl. 1943)
- 15 juli: Maria van Battenberg, Duitse prinses (overl. 1923)
- 21 juli: Sophie Schaeppi, kunstschilderes (overl. 1921)
- 26 juli: Louis Viollier, architect (overl. 1931)
- 31 juli: Hans Renold, ingenieur en uitvinder (overl. 1943)
- 4 augustus: Anna Cornelia Maurizio, macramé-artieste (overl. 1930)
- 11 augustus: Friedrich Gottlieb Stebler, landbouwwetenschapper en etnograaf (overl. 1935)
- 15 augustus: Arthur Mermod, onderwijzer en medicus (overl. 1915)
- 16 augustus: Adolf Schlatter, theoloog (overl. 1938)
- 2 september: Emilie Burckhardt-Burckhardt, filantrope en feministe (overl. 1909)
- 26 september: Alphonse Stengelin, in Zwitserland overleden Frans schilder (overl. 1938)
- 14 oktober: Otto Binswanger, psychiater en neuroloog (overl. 1929)
- 23 november: Emma Bindschaedler, kunstschilderes (overl. 1900)
- 11 december: Karl Moor, communist en Duits spion (overl. 1932)

## Overleden
- Mélanie Chappot, moordenares (geb. 1833)
- 14 januari: Johannes Eschmann, astronoom en landmeter (geb. 1808)
- 6 februari: Jeanne Huc-Mazelet, gouvernante (geb. 1765)
- 23 maart: Jakob Bosshardt, kunstschilder (geb. 1790)
- 6 april: François-Louis Cailler, chocoladepionier (geb. in 1796)
- 4 juni: James Pradier, beelhouwer (geb. 1790)
- 29 augustus: Pierre-Louis de Preux, ambtenaar en rechter (geb. 1767)
- 22 december: Ludwig Albrecht Otth, ambtenaar en politicus (geb. 1775)

1848
· 1849
· 1850
· 1851
· 1852
· 1853
· 1854
· 1855
· 1856
· 1857
· 1858
· 1859
· 1860
· 1861
· 1862
· 1863
· 1864
· 1865
· 1866
· 1867
· 1868
· 1869
· 1870
· 1871
· 1872
· 1873
· 1874
· 1875
· 1876
· 1877
· 1878
· 1879
· 1880
· 1881
· 1882
· 1883
· 1884
· 1885
· 1886
· 1887
· 1888
· 1889
· 1890
· 1891
· 1892
· 1893
· 1894
· 1895
· 1896
· 1897
· 1898
· 1899
· 1900
· 1901
· 1902
· 1903
· 1904
· 1905
· 1906
· 1907
· 1908
· 1909
· 1910
· 1911
· 1912
· 1913
· 1914
· 1915
· 1916
· 1917
· 1918
· 1919
· 1920
· 1921
· 1922
· 1923
· 1924
· 1925
· 1926
· 1927
· 1928
· 1929
· 1930
· 1931
· 1932
· 1933
· 1934
· 1935
· 1936
· 1937
· 1938
· 1939
· 1940
· 1941
· 1942
· 1943
· 1944
· 1945
· 1946
· 1947
· 1948
· 1949
· 1950
· 1951
· 1952
· 1953
· 1954
· 1955
· 1956
· 1957
· 1958
· 1959
· 1960
· 1961
· 1962
· 1963
· 1964
· 1965
· 1966
· 1967
· 1968
· 1969
· 1970
· 1971
· 1972
· 1973
· 1974
· 1975
· 1976
· 1977
· 1978
· 1979
· 1980
· 1981
· 1982
· 1983
· 1984
· 1985
· 1986
· 1987
· 1988
· 1989
· 1990
· 1991
· 1992
· 1993
· 1994
· 1995
· 1996
· 1997
· 1998
· 1999
· 2000
· 2001
· 2002
· 2003
· 2004
· 2005
· 2006
· 2007
· 2008
· 2009
· 2010
· 2011
· 2012
· 2013
· 2014
· 2015
· 2016
· 2017
· 2018
· 2019
· 2020
· 2021
· 2022
· 2023